# ماریو مک
ماریو مک (انگلیسی: Mario Maek؛ زادهٔ ۱۴ نوامبر ۱۹۶۴) بازیکن فوتبال اهل آلمان است.
از باشگاه‌هایی که در آن بازی کرده‌است می‌توان به باشگاه فوتبال دینامو برلینر و باشگاه فوتبال یونیون برلین اشاره کرد.
وی همچنین در تیم ملی فوتبال زیر ۲۱ سال آلمان شرقی بازی کرده‌است.